# 亀田七海
龜田 七海（かめだ ななみ、1990年7月7日 - ）は日本の女優。旧芸名は、亀田 七海および七海（ななみ）。
千葉県鴨川市出身。所属事務所はトップコート、生島企画室（現在のFIRST AGENT）、エルビス・エンタテインメントフリーランスを経て現在はハイイロ所属。

## 略歴
1999年から2002年まで劇団東俳に所属して演技、歌、ダンス、アクション、日本舞踊のレッスンを受け、舞台『罠』などに出演する。
2004年7月に開催された芸能事務所・トップコートのオーディション『トップコート杯 Try to Top 2004』にて10,000人の応募者の中からピザーラ賞に選出され、同事務所に所属した。ピザーラ「カニマヨ」CMや舞台『椅子』、雑誌『ピュアピュア』『月刊 Audition』などに出演する。
和光高等学校を卒業後、アメリカ・ロサンゼルスのカレッジに進学し、4年間にわたり演劇を専攻する。2012年7月に卒業した。
生島企画室（現在のFIRST AGENT）に所属し、芸名を七海（ななみ）へと改める。NHK大河ドラマ『八重の桜』などのテレビドラマに出演し、2014年5月にはオーディションを経てミュージカル『MOMO』の主役・モモ役に抜擢される。2015年には『アウターマン』で映画デビューを果たす。
2016年にはオーディションを経て今井雅之脚本の映画『手をつないでかえろうよ〜シャングリラの向こうで〜』に出演し、川平慈英演じる主人公の妻・咲楽役を演じる。また同年8月には、川平の指名により今井脚本、川平プロデュース・主演による舞台『守ってあげたい』に出演する。
エルビス・エンタテインメント所属時より、再び亀田 七海の芸名で活動する。
2018年1月には「2018ミス・ユニバース・ジャパン沖縄大会」で、準グランプリに選出された。

## 人物
特技は英語、料理、スキー、水泳。
趣味はスポーツ全般、歌、人間観察、英国式殺陣。
「七海」の名は、「7月7日の七夕に海の目の前にある病院で生まれたこと」「七つの海、世界へ羽ばたいてほしい」の2つの意味を込めて名づけられた。

## 出演

### テレビドラマ
- 大河ドラマ 八重の桜 第33話 - （2013年、NHK） - 玉井よう 役
- なるようになるさ。 第3話（2013年7月26日、TBS）
- スーパーサラリーマン左江内氏 第5話（2017年2月11日、日本テレビ）
- オキナワノコワイハナシ 2017#Phantom Collector - （2017年、RBC） - ヒロイン 彩 役
- バラエティ スカッとジャパン スカッとばあちゃん（2017年9月16日、フジテレビ） - 澤田 役
- ムチャブリ! わたしが社長になるなんて 第3話（2022年1月26日、日本テレビ） - マナミ 役
- 仮面ライダーガヴ 第17話・第18話（2025年1月5日・12日、テレビ朝日） - スカーフの女 役

### 舞台
- ミュージカル MOMO（2014年5月、吉祥寺シアター） - 主演・モモ 役
- 僕らの深夜高速（2014年11月、草月ホール） - 前川エリ 役
- 夏の夜の夢（2015年2月、銀座みゆき館劇場） - ヘレナ 役
- 天使の森からの贈りもの（2015年3月 - 4月、西新宿ハーモニックホール 他）
- MOON & DAY〜うちのタマ知りませんか?〜（2015年5月、全労済ホールスペース・ゼロ）
- Cooking Love 〜隠し味はウソ少々〜（2015年6月、エンターテイメントスペースHOBO HOBO）
- Takeover 永遠編（2015年7月、小劇場 楽園） - 鈴音 役
- 守ってあげたい（2016年8月、新宿シアターモリエール）

### 映画
- Snowchild（2013年）[注 1]
- アウターマン（2015年、アールツーエンターテインメント） - 青野美希 役
- 手をつないでかえろうよ〜シャングリラの向こうで〜（2016年、KATSU-do） - 咲楽 役
- 辰巳（2024年、インターフィルム） - 山岡京子 役[11]

### ショートムービー
- ハーフ番付 〜出世のチャンスは飲み会に〜（2019年、nozosandy） - 加藤 役

### CM
- ピザーラ カニマヨ（2004年 - ）
- プロアクティブ（2013年 - 2014年）
- Booking.com Japan「あなたは冒険者（シティガールズ篇）」（2015年）
- Farfetch×GUCCI 「F90」（2017年）
- 琉球日産 琉球日産は沖縄を面白くする（2017年）
- ネスレ日本 ネスカフェ ゴールドブレンド バリスタ デュオ プラス「お店篇」「オフィス篇」（2019年、WEBCM）

### 広告
- サイレントエナジー 28 BLACK
- レック 小さな結婚式 「小さな冒険編」（2016年） - 武闘家 役

### MV
- I Don't Like Mondays.「FIRE」（2015年）
- J.A.C.K「La Valse」（2017年）
- Nona reeves「記憶の破片」（2017年）